# Impatto da odori
L'odore è la proprietà di una sostanza, o meglio, di una miscela di sostanze, dipendente dalla loro concentrazione, capace di attivare il senso dell'olfatto e tale da innescare la sensazione di odore (Brennan, 1993; Devo et al., 1990; Bretoni et al., 1993).
L'odore è un parametro che non può essere misurato fisicamente, come la lunghezza d'onda per la vista o la frequenza dell'oscillazione di pressione per l'udito, né tanto meno chimicamente in quanto non è una caratteristica intrinseca della molecola. Esso riflette solamente la proprietà di una certa sostanza, o meglio, rappresenta la sensazione che la sostanza provoca dopo che è stata interpretata dal sistema olfattivo dell'uomo. 
L'impossibilità di misurare fisicamente e chimicamente l'odore, la complessità degli odoranti, la vasta gamma di sostanze potenzialmente odorifere, la soggettività fisica e psichica della percezione di un odore, i fattori ambientali, uniti alla complessità del sistema olfattivo, rappresentano una serie di ostacoli che rendono la caratterizzazione degli odori e il controllo dell'inquinamento olfattivo particolarmente complessi (Zarra, 2007; Zarra et al., 2007a; Dalton, 2002).
Un ruolo determinante nella valutazione dell'entità del disturbo derivante dai cattivi odori è svolto dall'opinione pubblica, spesso portata ad associare emissioni sgradevoli o maleodoranti a qualunque installazione industriale o sanitaria (Bertoni et al., 1993; Stuetz et al., 2001; Van Harreveld, 2002; Zarra, 2007). Infatti, sebbene agli odori molesti non sono generalmente associabili effetti sulla salute umana, essi rappresentano causa di indubbio e persistente fastidio per la popolazione residente, diventando elemento di conflitto sia nel caso di impianti esistenti, che nella scelta di nuove localizzazioni (Zarra, 2007; Zarra et al., 2007b; Zarra et al., 2008d). In particolare, considerando la depurazione delle acque reflue si osserva che la qualità finale dell'effluente non è l'unico parametro di giudizio per la verifica dell'efficacia di funzionamento dell'impianto di depurazione. In questa prospettiva vengono ad assumere un'importanza crescente gli impatti dovuti all'estetica delle opere e al loro inserimento nel paesaggio, al rumore prodotto, al traffico ma principalmente all'emissione di odori sgradevoli (Zarra et al., 2008b; Zarra et al.2008d; Zarra et al., 2008f).
In questi ultimi anni l'interesse del mondo tecnico e scientifico su queste tematiche è cresciuto sempre più, grazie alla maggiore attenzione rivolta alla tutela dell'ambiente e alla salute umana, ma anche e soprattutto a causa della maggiore presenza d'impianti in zone urbanizzate (Zarra, 2007). È stata quindi da tempo avvertita la necessità di monitorare la qualità dell'aria in relazione ai livelli ambientali di odore. Tuttavia, la particolare e complessa natura delle sostanze responsabili dell'impatto odoroso, la loro variabilità nel tempo ed in riferimento alle condizioni meteoclimatiche e la soggettività della percezione olfattiva, sono fattori che ne ritardano la regolamentazione (Bertoni et al., 1993; Park et al., 2001; Reiser et al., 2007). 

## Caratterizzazione e misura degli odori
Le componenti che possono essere valutate per identificare una molestia di tipo olfattivo sono concentrazione, intensità, tono edonico (cioè la sensazione piacevole o spiacevole che si ricava da un odore) e qualità (associazione dell'odore ad un composto di natura nota);  di queste solo la prima è determinabile in maniera oggettiva, mentre le altre sono fortemente soggettive (Zarra, 2007; Zarra et al., 2008b; Zarra et al. 2008g). 
Oggi la misura degli odori può essere effettuata mediante diversi approcci analitico-strumentali, sensoriali o misti(Koe, 1989; Bertoni et al., 1993; Kehoe et al., 1996; Sneath, 2001; Stuetz et al., 1998; Bidlingmaier, 1997; Van Harreveld,  2002; EN13725, 2003; Davoli, 2004; Zarra et al., 2008a; Zarra et al., 2008a; ).

### Tecniche sensoriali
L'analisi sensoriale, effettuata prevalentemente con l'olfattometria dinamica, fornisce dati puntuali di concentrazione dell'odore, ma non consente di valutare l'entità del disturbo olfattivo a cui è esposta una popolazione, né il contributo effettivo di diverse sorgenti al livello di odore ambientale (Jiang, 1996; Sneath, 2001). La principale fonte d'incertezza del metodo olfattometrico consiste nella grande variabilità biologica della sensibilità olfattiva. Sebbene con l'introduzione dei criteri per la selezione e del codice di comportamento del panel si siano incrementate notevolmente la ripetibilità e la riproducibilità delle misure, la variabilità associata all'impiego di soggetti umani come rilevatori ne costituisce uno dei principali limiti (Koster, 1985; Both et al., 2004). 

### Metodi Analitici
I metodi analitici (GC-MS, metodi colorimetrici) permettono uno screening delle sostanze presenti e delle loro concentrazioni, ma non consentono di avere informazioni in merito alla sensazione odorigena della miscela nel suo complesso (Davoli, 2004; Zarra et al., 2007a; Zarra et al. 2008b; Zarra et al. 2008c).
I metodi di analisi, inoltre, sono fortemente influenzati dalle tecniche di campionamento (Gostelow et al., 2001; Zarra et al., 2008b) che si distinguono in base alla tipologia della sorgente (areale o puntuale, di tipo attive o passive) ed alle modalità di prelievo (Zarra, 2007).  Per ridurre tali problematiche legate al campionamento, si riscontrano in letteratura diversi lavori, recenti, che propongono l'utilizzo di GC-MS portatili (Zarra, 2007; Zarra et al., 2007b; Zarra et al., 2008c; Zarra et al., 2008e; Zarra et al., 2008f).

### Modelli matematici
Tra gli strumenti utilizzati per la stima dell'impatto da odori vi sono i modelli di dispersione atmosferica, che offrono la possibilità di simulare matematicamente su calcolatore la variazione spaziale e temporale delle concentrazioni di odore. I modelli di dispersione possono fornire stime dei livelli di odore dovuti sia a scenari emissivi attuali, sia a scenari emissivi futuri e sono l'unico strumento in grado di prevedere l'impatto atmosferico di un'opera prima che questa venga realizzata. Un modello gratuito è LAPMOD.

## Quadro di riferimento normativo
Il quadro normativo internazionale in materia di odori risulta vago e disomogeneo e molto spesso non affronta in maniera diretta la problematica degli odori molesti. In particolare in Italia non esistono normative specifiche in materia d'inquinamento da odori, ne metodologie oggettive e ufficialmente riconosciute per la misura dei livelli di odore. La Germania, invece, si distingue tra gli stati europei, per l'attenzione posta dal legislatore in materia di regolamentazione delle emissioni e dell'impatto da odori molesti, con molteplici normative di settore e linee guida per il campionamento e l'analisi (Both et al., 2004; Frechen, 1998; Zarra, 2007; Zarra et al., 2008b). Solo recentemente, in ambito europeo è stata approvata la Norma Tecnica EN 13725:2003 “Qualità dell'aria - Misura della concentrazione di odore mediante olfattometria dinamica”, con lo scopo di uniformare la misurazione dell'intensità dell'odore.

## Libri e Manuali
- Belgiorno V., Naddeo V., Zarra T (2010) Caratterizzazione degli odori per la valutazione di impatto ambientale ISBN 978-1-4452-3343-7
- Franz-Bernd Frechen Odours and VOCs: Measurement, Regulation and Control Techniques ISBN 978-3-89958-608-4
- Nielsen V. C. , Voorburg J. H., Pierre L'Hermite, Commission of the European Communities (1986) Odour prevention and control of organic sludge and livestock farming ISBN 978-1-85166-010-0
- Richard Stuetz, Franz-Bernd Frechen (2001) Odours in wastewater treatment: measurement, modelling and control ISBN 978-1-900222-46-4